# Повернення болотяної істоти
«Повернення болотяної істоти» (англ. The Return Of Swamp Thing) — американський гумористичний фільм жахів 1989 року режисера Джима Вайнорські. Сиквел фільму 1982 року режисера Веса Крейвена «Болотяна істота».

## Сюжет
У болотах Флориди група рейнджерів шукають самогонників. На них нападає чудовисько, від якого захищає Болотяна Істота — гібрид людини та рослини.
Після таємничої смерті матері, Абігейл Аркейн вирушає до боліт Флориди, щоб протистояти своєму злому вітчиму, доктору Ентоні Аркейну, який вижив у першому фільмі. Шукаючи еліксир молодісті, Аркейн найняв доктора Рашшеля, що створює гібридів людей з тваринами. Але в результаті виходять тільки потворні химери, деякі з котрих ще й втекли на болота. Аркейн невдоволений просуванням досліджень і повідомленням про Болотяну Істоту — в минулому біохіміка Алека Голланда.
Коли до маєтку Аркейна прибуває Абігейл, він планує використати її для своїх експериментів. Його поплічниця і коханка Лана Зуррелл поселяє Абігейл у маєтку. Тим часом двоє підлітків у сусідньому містечку дивляться журнали, коли хтось стукає в двері. Вони думають, що це повернулися батьки, але це виявляється один з мутантів, який втік з лабораторії. Болотяна Істота проганяє мутанта, при цьому знищивши декілька автомобілів.
Аркейн наказує своїм новим найманцям знищити Болотяну Істоту. Абігейл випадково чує про це. Потім вона запитує чому його матері не влаштували похорон і чим вітчим займався минулі 10 років. Аркейн дарує їй перстень, який ріже її палець (щоб узяти кров на аналіз). Абігейл блукає навколо маєтка і стикається з самогонниками, від яких рятує Болотяна Істота. Дізнавшись прізвище Абігейл, Болотяна Істота розповідає про своє походження.
Найманці вистежують обох і схоплюють Абігейл. Аркейн повідомляє їй, що мати загинула, ставши піддослідною, і він збирається повторити експеримент із Абігейл. Оскільки після свого відродження Аркейн швидко старіє, він наказує створити еліксир молодості впродовж трьох днів.
Болотяна Істота проникає до маєтку крізь водогін. У той час Абігейл тікає з ув'язнення, обманувши начальника охорони Ганна. Лана дає їй ключі від автомобіля, бо насправді ненавидить Аркейна й не хоче, щоб він вижив. Охоронці перепиняють Абігейл, але її знову рятує Болотяна Істота. Обоє тікають на авто. Болотяна Істота відводить її до свого прихистку на болотах, наповненого квітами. Абігейл каже йому, що він прекрасний, попри свій вигляд, і хоче аби вони стали парою. Болотяна Істота дає скуштувати частину свого тіла.
Лана вколює Рашшелю його сироватку. Підлітки в той час вирушають на болото з метою сфотографувати Болотяну Істоту й прославитися. Вони стають свідками як Болотяна Істота б'є найманців і просять дозволу на фото. Раптовий крик Абігейл змушує його повернутися. Він бачить, що Аркейн з групою найманців забрав її на катері. Потім Ганн і Лана хваляться один поперед одним шрамами.
Аркейн збирається перенести молодість Абігейл собі. Він омолоджується, але помічає пухирі на руці й розуміє, що Лана підмінила зразок крові. За це він застрелює Лану і запускає самознищення маєтку. Слідом до лабораторії вривається Болотяна Істота й мутований Рашшель. Болотяна Істота перемагає мутанта і Ганна, рятує Абігейл і покидає лабораторію до того як вона вибухає.
Болотняна Істота використовує свої здібності, щоб зцілити Еббі. Коли вона відроджується, вона висловлює свою любов до Болотяної Істоти та бажання залишитися з ним у болотах. Завдяки шматочку свого тіла, який він дав скуштувати раніше, Абігейл стає жіночою версією Болотяної Істоти. Підлітки спостерігають за цим і фотографують пару. Але потім виявляється, що вони не зарядили плівку в фотоапарат.

## У ролях
| Актор               | Роль                 |
| ------------------- | -------------------- |
| Дік Дурок           | Болотяна істота      |
| Луї Журдан          | доктор Ентоні Аркейн |
| Гізер Локлір        | Абігейл              |
| Сара Дуглас         | доктор Лана Зюррель  |
| Ейс Маск            | доктор Рашелль       |
| Джо Сагал           | Ганн                 |
| Моніка Гебріелль    | місс Пойнсеттіа      |
| РонРіко Лі          | Омар                 |
| Деніел Емері Тейлор | Дерріл Голленбек     |

## Зйомки
- Роль Абігейл у виконанні Гізер Локлір була визнана найгіршою роллю року за версією «Золотої малини»[5].
- Після Крістофера Ріва Дік Дурок став першим актором який знявся в одній ролі в декількох екранізаціях коміксів DC Comics.
- Режисерові Джиму Вайнорські дали 30 днів на зйомки картини, він вклався в 27.